# Finale della Coppa CERS 2011-2012
La finale della 32ª edizione della Coppa CERS si è disputata il 16 maggio 2012 presso il PalaSind di Bassano del Grappa, in Italia, tra gli italiani del Bassano e i portoghesi del Braga.
Essa è stata vinta dal Bassano, al primo successo nella competizione, ai tiri di rigore dopo che i tempi supplementari erano terminati con il risultato di 2 a 2. 

## Le squadre
| Squadre | Partecipazioni precedenti (il grassetto indica la vittoria) |
| ------- | ----------------------------------------------------------- |
| Bassano | 1986, 2004, 2005                                            |
| Braga   | Nessuna                                                     |

## Tabellino
| Bassano del Grappa 16 maggio 2012      | Bassano        | 2 – 2 (d.t.s.) | Braga | PalaSind |
| \| \| \| \| \| \| Shootout 3 – 1 \| \| |                |                |       |          |
|                                        |                |                |       |          |
|                                        | Shootout 3 – 1 |                |       |          |